# گونه‌زایی موازی
در زیست‌شناسی، گونه‌زایی موازی (به انگلیسی: Parallel speciation) نوعی گونه‌زایی است که در آن تکامل مکرر صفات جداکننده تولیدمثلی از طریق سازوکارهای یکسان بین گونه‌های جداگانه و در عین حال نزدیک به هم که در محیط‌های مختلف زندگی می‌کنند رخ می‌دهد. این پدیده سبب ایجاد شرایطی می‌شود که در آن دودمان‌های تکامل‌یافته مستقل از دودمان نیاکان خود جداسازی تولیدمثلی ایجاد کرده‌اند، اما نه از دیگر دودمان‌های مستقل که در محیط‌های مشابه زندگی می‌کنند. برای تأیید گونه‌زایی موازی، مجموعه‌ای از سه شرط وجود دارد که باید رعایت شوند: باید استقلال تبارزایی بین جمعیت‌های جداگانه ساکن در محیط‌های مشابه وجود داشته باشد تا اطمینان حاصل شود که صفات مسئول جداسازی تولیدمثلی به‌طور جداگانه تکامل یافته‌اند. نه تنها بین جمعیت نیاکان و نسل اول باید انزوای تولیدمثلی باشد، بلکه بین جمعیت‌های نسلی که در محیط‌های غیرمشابه زندگی می‌کنند، و جمعیت‌های نسلی که در محیط‌های مشابه زندگی می‌کنند، نباید از نظر تولیدمثلی از یکدیگر جدا شوند. برای تعیین اینکه آیا انتخاب طبیعی به‌طور خاص علت گونه‌زایی موازی است یا خیر، شرط چهارم ایجاد شده‌است که شامل شناسایی و آزمایش مکانیسم سازگاری است که امکان عامل ژنتیکی مانند پلی‌پلوئیدی را از بین می‌برد.

## نمونه‌های گزارش‌شده
با این حال، شناسایی و نشان دادن موارد گونه‌زایی موازی کار آسانی نیست؛ زیرا چالش‌های فراوانی به‌ویژه تجزیه و تحلیل عمیق باید در جنبه‌های متعددی مانند تبارزایی، بوم‌شناسی، فنوتیپ‌ها و به‌ویژه تشکیل مکرر جدایی تولیدمثلی بین گونه‌ها انجام شود. بر طبق مطالعات پیشین، چهار معیار متمایز برای مثال قانع‌کننده از گونه‌زایی موازی وجود دارد.
1. در محیط‌های مشابه، جمعیت‌ها باید تبارزایی مشخصی داشته باشند و جمعیت‌ها باید دارای چندین خاستگاه مشترک باشند تا از جریان ژنی ناشی از تماس ثانویه جمعیت‌های آلوپاتریک ایجاد شده باشند.
2. جمعیت‌های نسل پدیدآمده باید در جدایی تولیدمثلی از جمعیت‌های نیاکان باشند.
3. در جمعیت‌های اولیه نباید جدایی تولیدمثلی وجود داشته باشد.
4. فرگشت ویژگی‌های مشترک در جمعیت‌های نسل پدیدآمده باید از طریق انتخاب طبیعی رخ دهد.[۱][۶]

اگرچه، موارد متعددی از گونه‌زایی موازی به خوبی مشخص شده‌است، به عنوان مثال ، ماهی آبنوس، چوبک‌سانان سهره‌ها، حلزون‌های دریایی، و ماهی‌های سیکلید، مستند شده‌است اما دربارهٔ گیاهان تنها چند مورد گزارش شده‌است. اگرچه، سازوکارها و فرآیندهای سازگاری درگیر در گونه‌زایی موازی تا حد زیادی ناشناخته هستند.